# Bordj Bou Arréridj
Bordj Bou Arréridj (en árabe برج بوعريريج Burǧ Buʕarririǧ; en tifinag ⴱⵓⴵ ⴱⵓ ⴰⵄⵔⵉⵔⵉⴵ Burǧ Bu Aɛririǧ) es una ciudad de Argelia. Es la capital de la provincia del mismo nombre, y está situada a unos 70 km al este de Argel, entre los Montes de Hodna al sur y el área montañosa de Cabilia al norte. La ciudad tiene un total de 168.346 habitantes.